# James Wealestraat

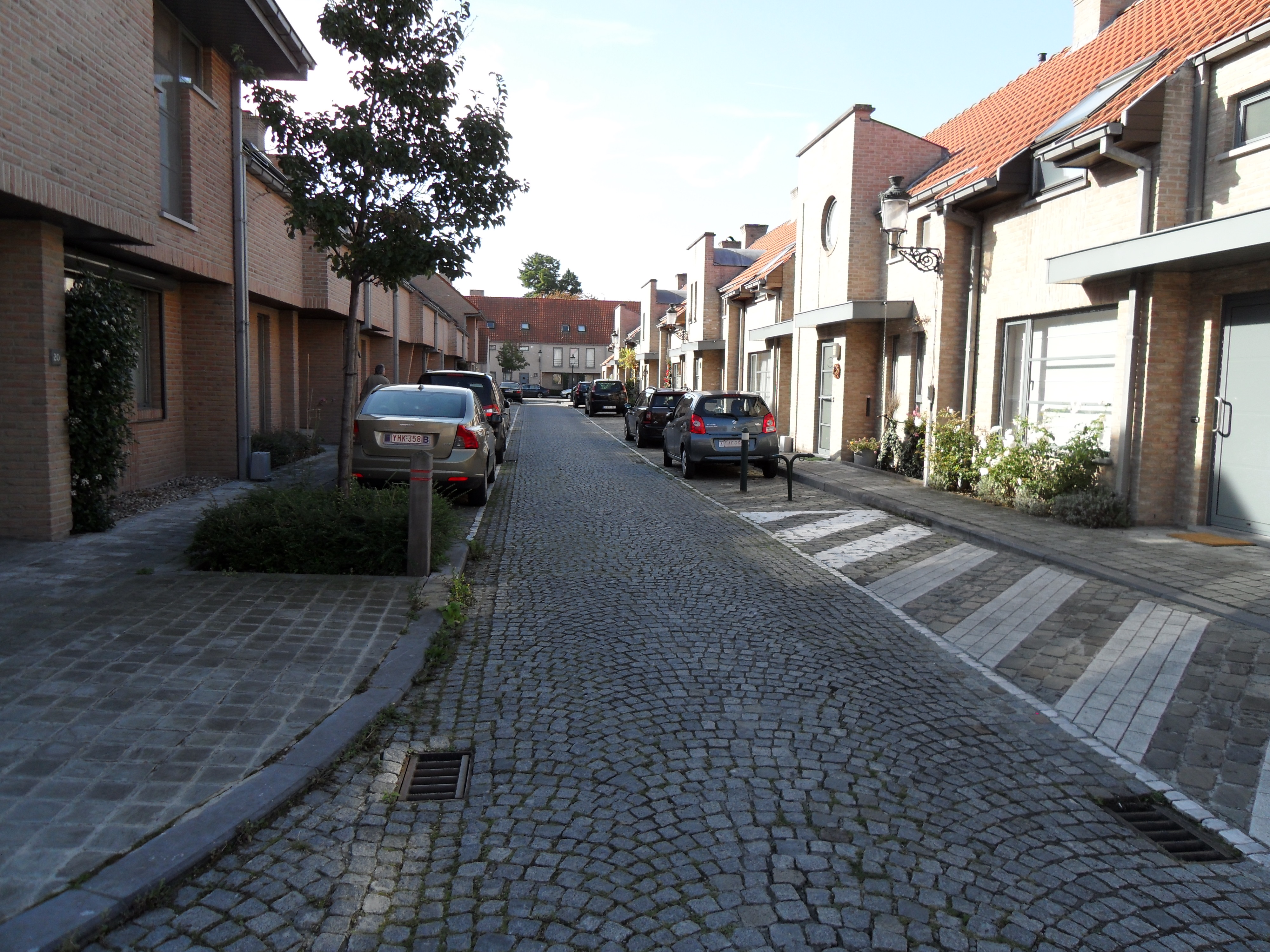
James Wealestraat

De James Wealestraat is een straat in Brugge.

## Beschrijving
Toen de Engelse kunsthistoricus en bekeerling James Weale (Londen, 1832-1917) in 1856 met vrouw en kinderen in Brugge kwam wonen, ontpopte hij er zich na korte tijd tot een gezaghebbend historicus en kunstkenner.
Hoewel hij in 1878 naar Engeland terugkeerde, bleef de herinnering aan hem in Brugge levendig. Na de Eerste Wereldoorlog werd aan het huis dat hij had bewoond op de hoek van de Sint-Jorisstraat en de Sint-Clarastraat een gedenksteen ingemetseld.
In de jaren 1990 werd een braakliggend terrein, gelegen tussen de Vlamingdam en de Walweinstraat verkaveld en bebouwd. Aangezien dit zich binnen de Sint-Gilliswijk bevond waar Weale had gewoond, besliste het stadsbestuur op die plek een straatnaam aan hem te wijden.
De straat loopt in een U-vorm van de Sint-Clarastraat naar de Sint-Clarastraat. De Willem de Dekenstraat is er een zijstraat van.